# San Pedro del Norte
San Pedro del Norte è un comune del Nicaragua facente parte del dipartimento di Chinandega.